# David Rockefeller
David Rockefeller (født 12. juni 1915, død 20. marts 2017) var en amerikansk bankmand og filantrop, der var søn af oliemagnaten John D. Rockefeller, Jr. David Rockefeller var far til seks børn.
Rockefeller havde en formue på 2,5 milliarder amerikanske dollars, hvilket gjorde ham til den 215. rigeste person i verden i 2006. Formuen var ved hans død steget til 3,3 milliarder. Han var en af initiativtagerne til Bilderberggruppen, og han blev tildelt Presidential Medal of Freedom i 1998.